# Manikganj Sadar
Manikganj Sadar è un sottodistretto (upazila) del Bangladesh situato nel distretto di Manikganj, divisione di Dacca. Si estende su una superficie di 214,81 km² e conta una popolazione di 309.413 . abitanti (dato censimento 1991).